# Tokijský záliv
Tokijský záliv (japonsky: 東京湾, Tókjó-wan) je záliv v jižní části japonského regionu Kantó. Jeho starší pojmenování (před rokem 1868) znělo Záliv Edo (江戸湾, Edo-wan).

## Geografie

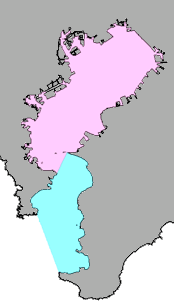
Tokijský záliv, v užším vymezení (fialově) a v širším vymezení (fialově a modře)

Tokijský záliv je na východě ohraničen poloostrovem Bósó (prefektura Čiba) a na západě poloostrovem Miura (prefektura Kanagawa). V užším vymezení tvoří Tokijský záliv jen oblast na sever od spojnice mysu Kan'non (観音崎, Kan'non-zaki) na poloostrově Miura a mysu Fuccu (富津岬, Fuccu-misaki) na poloostrově Bósó. Takto vymezená oblast má rozlohu asi 922 km². K Tokijskému zálivu v širším vymezení patří navíc kanál Uraga. V takovém případě se rozloha zálivu zvětší na 1320 km².
K Tokijskému zálivu patří i 249 km² půdy získané zasypáním a vysušením mělčin.
Jediným přirozeným ostrovem v zálivu je ostrov Saru (猿島, Saru-šima) v Jokosuce. Nachází se tu ale mnoho umělých ostrovů vytvořených pro námořní opevnění během období Meidži a Taišó.

## Rozvoj
V zálivu se nacházejí přístavy Tokio, Čiba, Kawasaki, Jokohama a Jokosuka. Jokosuka je jednou ze základen Amerických sil v Japonsku a také Japonských námořních sebeobranných sil.
Na západním pobřeží Tokijského zálivu, mezi Tokiem a Jokohamou, se už od období Meidži rozkládá průmyslová oblast Keihin. Po druhé světové válce se průmysl rozšířil i na severní a východní pobřeží do průmyslové oblasti Keijó.
Mezi Kawasaki a Kisarazu se přes Tokijský záliv klene Tokyo Wan Aqua-Line, který je kombinací mostu a tunelu. Dále směrem ke kanálu Uraga spojují protilehlé břehy trajekty (mezi Kurihamou v Jokosuce a Kanajou ve Fuccu).

## Historie
Tokijský záliv byl místem, kde komodor Matthew Perry vyjednával v 50. letech 19. století první dohody s japonskou bakufu, stejně jako místem, kde docházelo k většině kontaktů mezi Japonci a Evropany před reformami Meidži. Rovněž japonská kapitulace na konci druhé světové války (2. září 1945) byla podepsána na palubě bitevní lodi USS Missouri zakotvené v zálivu. Během ceremonie vlála na lodi jedna z původních Perryho vlajek.